# (120481) Johannwalter
(120481) Johannwalter ist ein Asteroid des inneren Hauptgürtels, der von den deutschen Astronomen Freimut Börngen und Lutz D. Schmadel am 24. September 1992 am Observatorium Tautenburg (IAU-Code 033) im Thüringer Tautenburger Wald entdeckt wurde.
Der Asteroid gehört zur Nysa-Gruppe, einer nach (44) Nysa benannten Gruppe von Asteroiden (auch Hertha-Familie genannt, nach (135) Hertha). Die zeitlosen (nichtoskulierenden) Bahnelemente von (120481) Johannwalter sind fast identisch mit denjenigen von 17 weiteren Asteroiden, von denen, wenn man von der Absoluten Helligkeit ausgeht, (11344) 1996 XH31 mit 14,7 der größte ist.
Die Bahn von (120481) Johannwalter wurde 2006 gesichert, so dass eine Nummerierung vergeben werden konnte. Der Asteroid wurde am 9. August desselben Jahres auf Vorschlag von Freimut Börngen nach dem Kantor und Herausgeber des ersten evangelischen Chorgesangbuches Johann Walter (1496–1570) benannt. Börngen hat eine Reihe von Asteroiden nach protestantischen Themen benannt, zum Beispiel (118173) Barmen aufgrund der Barmer Theologischen Erklärung von 1934 und (118178) Rinckart nach Martin Rinckart. Der Mondkrater Walter hingegen, ein Krater der nördlichen Mondvorderseite, war 1979 nach dem deutschen Vornamen Walter benannt worden.